# Hospitalizacja
Hospitalizacja – pobyt pacjenta w szpitalu przez minimum jedną noc, trwający od chwili wpisu do księgi głównej do chwili wypisu, przeprowadzany w celu wykonania badań diagnostycznych lub leczenia.
Termin „hospitalizacja” bywa także odnoszony do samego procesu przyjęcia do szpitala.